# Garrigue de Lussan
La garrigue de Lussan, garrigue du Nord-Gard ou encore plateau de Méjannes-le-Clap est un massif de basse montagne situé sur les contreforts des Cévennes et sur les hauteurs de la vallée du Rhône.

## Situation
Le massif se situe au nord du département du Gard, ceinturé par les communes d'Alès à l'ouest, de Barjac au nord, de Bagnols-sur-Cèze à l'est et d'Uzès au sud. Son point culminant est le mont Bouquet (629 m).
La garrigue de Lussan est un sous-ensemble de la région naturelle du pays des Garrigues qui s'étend sur une grande partie du Gard et une petite partie de l'Hérault.
L'altitude minimale du plateau est de 200 m, l'altitude est souvent supérieure à 300 m. À titre des comparaison, la plaine d'Alès est comprise entre 110 m au niveau de la vallée de la Cèze et 160 m, et la vallée du Rhône comprise entre 40 m et 50 m à hauteur de Marcoule et Bagnols-sur-Cèze.

## Géologie
La garrigue constitue un plateau qui domine à l'est la vallée du Rhône et à l'ouest la plaine d'Alès. Ainsi, elle constitue un horst au-dessus de deux fossés d'effondrement, les grabens.
Le massif est constitué de roches calcaires, c'est-à-dire des roches sédimentaires déposées au fond d'une mer chaude au Jurassique,. Ainsi, à l'inverse des Cévennes, constituées de roches métamorphiques comme le gneiss et issues du mouvement hercynien, la plateau de Méjannes-le-Clap est plus récent. Son soulèvement est une conséquence des mouvements pyrénéen et alpin.